# Лос-Лагос (коммуна)
Лос-Ла́гос (исп. Los Lagos) — город в Чили. Административный центр одноимённой коммуны. Население — 9479 человек (2002). Город и коммуна входит в состав провинции Вальдивия и области Лос-Риос.
Территория коммуны — 1791,20 км². Численность населения — 21 286 жителей (2007). Плотность населения — 11,88 чел./км².

## Расположение
Город расположен в 33 км на восток от административного центра области города Вальдивия.
Коммуна граничит:
- на северо-востоке — c коммуной Пангипульи
- на юге — c коммуной Футроно
- на юго-западе — c коммуной Паильяко
- на западе — c коммуной Вальдивия
- на северо-западе — c коммуной Мафиль

## Демография
Согласно сведениям, собранным в ходе переписи Национальным институтом статистики, население коммуны составляет 21.286 человек, из которых 10.901 мужчин и 10.385 женщин.
Население коммуны составляет 5,7 % от общей численности населения области Лос-Риос. 55,67 % относится к сельскому населению и 44,33 % — городское население.